# Saxby Pass
Saxby Pass är ett bergspass i Antarktis. Det ligger i Östantarktis. Nya Zeeland gör anspråk på området. Saxby Pass ligger 2 069 meter över havet.
Terrängen runt Saxby Pass är kuperad. Trakten är obefolkad. Det finns inga samhällen i närheten. 